# Stockholm (Wisconsin)
Stockholm és una població dels Estats Units a l'estat de Wisconsin. Segons el cens del 2000 tenia 97 habitants.

## Demografia
Segons el cens del 2000, Stockholm tenia 97 habitants, 48 habitatges, i 30 famílies. La densitat de població era de 40,3 habitants per km².
Dels 48 habitatges en un 16,7% hi vivien nens de menys de 18 anys, en un 56,3% hi vivien parelles casades, en un 4,2% dones solteres, i en un 37,5% no eren unitats familiars. En el 31,3% dels habitatges hi vivien persones soles el 6,3% de les quals corresponia a persones de 65 anys o més que vivien soles. El nombre mitjà de persones vivint en cada habitatge era de 2,02 i el nombre mitjà de persones que vivien en cada família era de 2,53.
Per edats la població es repartia de la següent manera: un 15,5% tenia menys de 18 anys, un 6,2% entre 18 i 24, un 14,4% entre 25 i 44, un 42,3% de 45 a 60 i un 21,6% 65 anys o més.
L'edat mediana era de 52 anys. Per cada 100 dones de 18 o més anys hi havia 121,6 homes.
La renda mediana per habitatge era de 41.250 $ i la renda mediana per família de 46.250 $. Els homes tenien una renda mediana de 26.250 $ mentre que les dones 26.667 $. La renda per capita de la població era de 55.006 $. Cap de les famílies i el 8,6% de la població estaven per davall del llindar de pobresa.

## Poblacions properes
El següent diagrama mostra les poblacions més properes.